# Guataçara Borba Carneiro
Guataçara Borba Carneiro (Reserva, 24 de maio de 1899 - Curitiba, 17 de junho de 1979) foi um promotor público e político brasileiro filiado ao Partido Social Democrático. Foi prefeito de Tibagi por três vezes.

## Vida pessoal
Filho de Cipriano Borges Carneiro e de Luiza Borba Carneiro, Guataçara Borba Carneiro nasceu na Fazenda Santa Helena, na época município de Tibagi e hoje município de Reserva. Foi casado com Mathilde Mercer, filha de Edmundo Alberto Mercer e de Laurentina de Sá Bittencourt.
Guataçara era pai do jurista Paulo Mercer Carneiro, irmão de Martiniano Borba Carneiro, que foi delegado e prefeito de Tibagi e neto do Coronel Telêmaco Augusto Enéas Morosini Borba e parente ainda do escritor Oney Borba.
No âmbito profissional, foi promotor público e delegado regional de polícia.

## Carreira política
Em 1947 foi eleito, com 1.455 votos, Deputado Estadual pelo Partido Democrático Social e como líder da bancada do governo estadual na Assembleia, em dois anos foi eleito, internamente, como presidente da casa, cargo que representava na época o de vice-governador e tornou-se governador interino do estado, quando na ausência de Moisés Lupion, em 1949 e 1959.
Em 1950 foi reeleito deputado, com 2.918 votos, e em 1954 com 3.413 votos, assim como em 1958, com 8.988 votos. Seu mandato expirou em 1963. Foi presidente do Partido Democrático Social no Paraná.
Foi secretário de estado da pasta de Interior e Justiça no mandato de Moisés Lupion.